# Vasco Pratolini

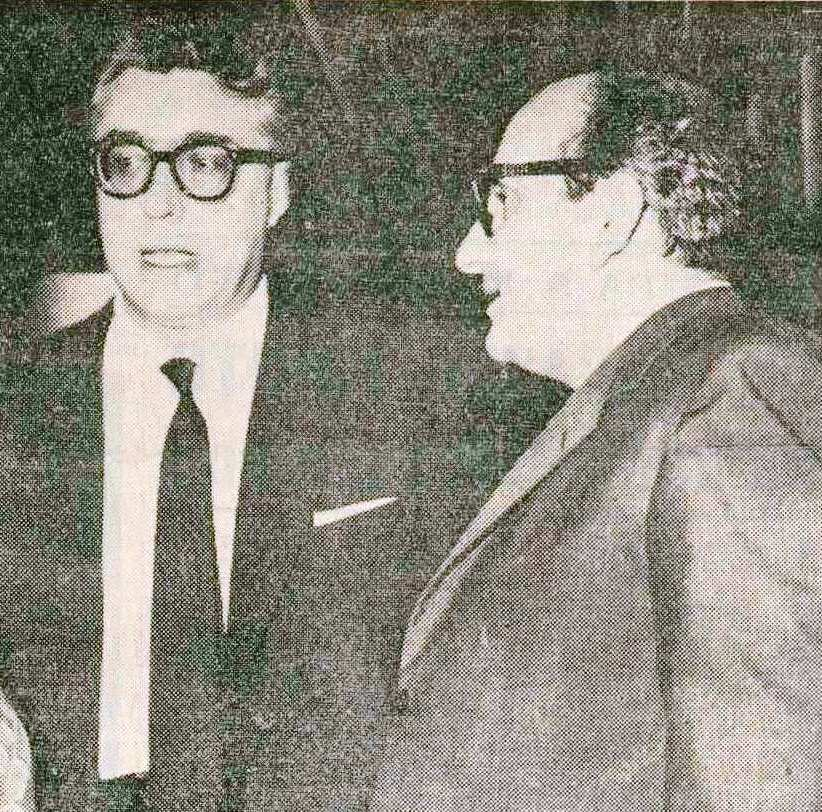
Vasco Pratolini (rechts) met tv-presentator Luigi Silori in het Teatro Eliseo te Rome in 1959

Vasco Pratolini (Florence, 19 oktober 1913 – Rome, 12 januari 1991) was een Italiaanse schrijver.
Alles is van belang om de aard van een man te onthullen: hoe hij reageert op een ramp, hoe hij een prostituee benadert (Vasco Pratolini, Cronaca familiare, 1947)

## Biografie
Vasco Pratolini werd geboren in Florence in een arbeidersgezin dat woonde in de Via dei Magazzini, toen een arbeidersbuurt. De moeilijke leefomstandigheden van het gezin verslechterden met de dood van zijn moeder, toen Pratolini nog maar vijf jaar oud was. Al op jonge leeftijd had hij diverse baantjes om het hoofd boven water te houden: loopjongen, straatverkoper, barman. Maar altijd was er de liefde voor literatuur. Eerst las hij Dante en Manzoni, later ook o.a. Jack London, Charles Dickens, Mario Pratesi en Federico Tozzi. Hij groeide op in een literair klimaat dat werd beïnvloed door het tijdschrift Solaria en door katholieke kringen met belangstelling voor Franse literatuur.
Dankzij zijn vriend Elio Vittorini kwam hij in contact met de literaire wereld en van 1935 tot 1938 was hij samen met Romano Bilenchi en met Vittorini redacteur van het politieke tijdschrift Bargello. Hierdoor werd zijn ‘proletarische geweten’ en klassebewustzijn sterk gevormd. In het tijdschrift Letteratura publiceerde hij in 1937 zijn eerste literaire werk. Tijdens zijn studentenjaren was hij ingeschreven bij de GUF (de fascistische studentenbeweging) en nam hij deel aan de zogeheten Littoriali (fascistische culturele manifestaties). In 1938 richtte hij met Alfonso Gatto het tijdschrift Campo di Marte op, dat werd verspreid door uitgeverij Vallecchi. Hierin probeerden de twee redacteuren hun persoonlijke en literaire gevoel te versterken met hun publieke en politieke bewustzijn.
Pratolini nam actief deel aan de verzetsbeweging. Na de oorlog, in december 1948, verhuisde hij naar Napels, waar hij tot 1951 woonde. Hier gaf hij les aan de kunstacademie Filipo Palizzi. In deze jaren schreef hij ondertussen Cronache di poveri amanti (1947), Un eroe del nostro tempo (1949) en Le ragazze di San Frediano (1949). Ook was hij journalist en werkte hij mee aan het schrijven van scenario’s van enkele beroemd geworden films, zoals Paisà van Roberto Rossellini, Rocco e i suoi fratelli van Luchino Visconti en Le quattro giornate di Napoli van Nanni Loy.

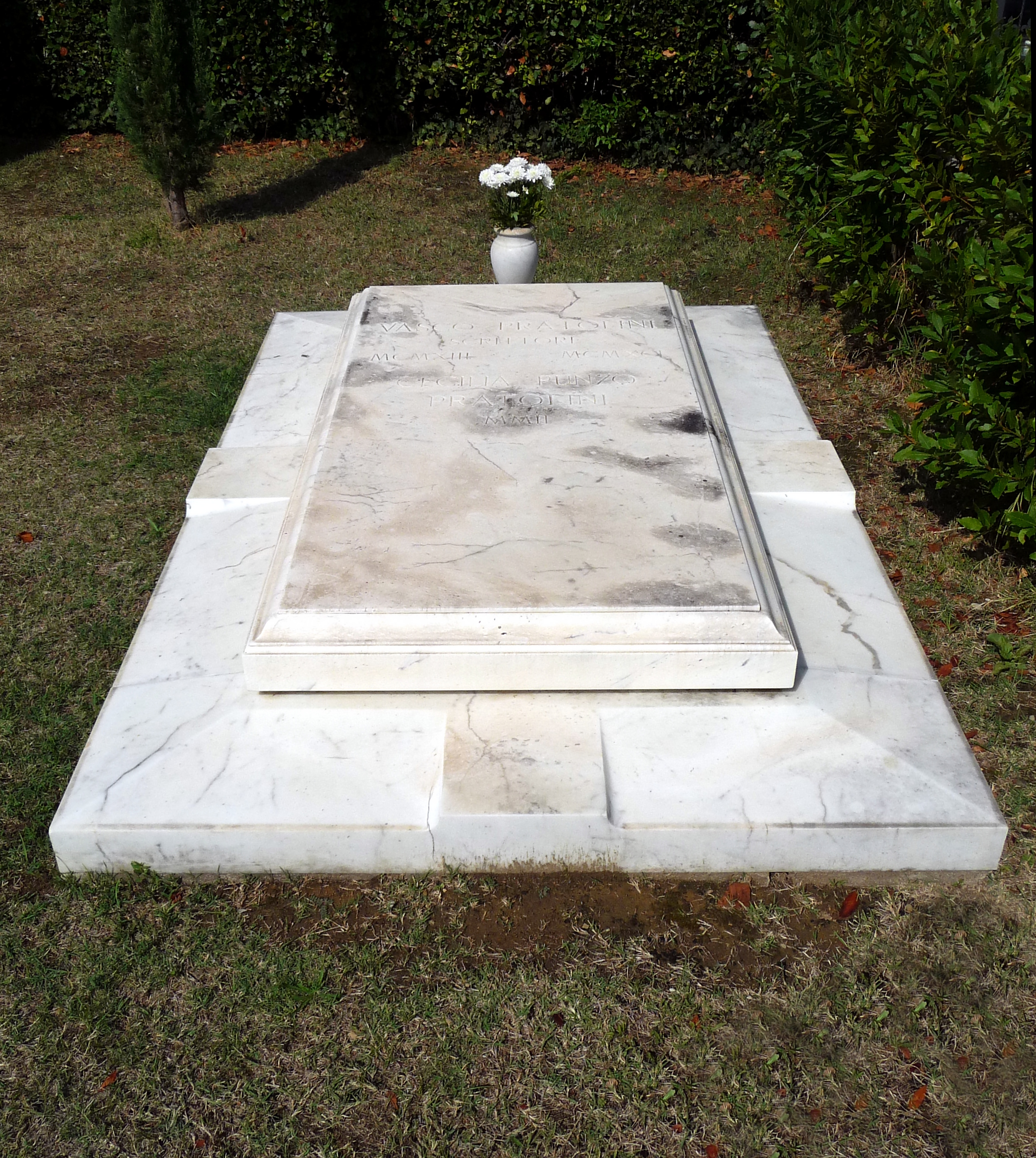
Graf van Pratolini

Pratolini is begraven op de begraafplaats Cimitero delle Porte Sante in Florence.

## Schrijver

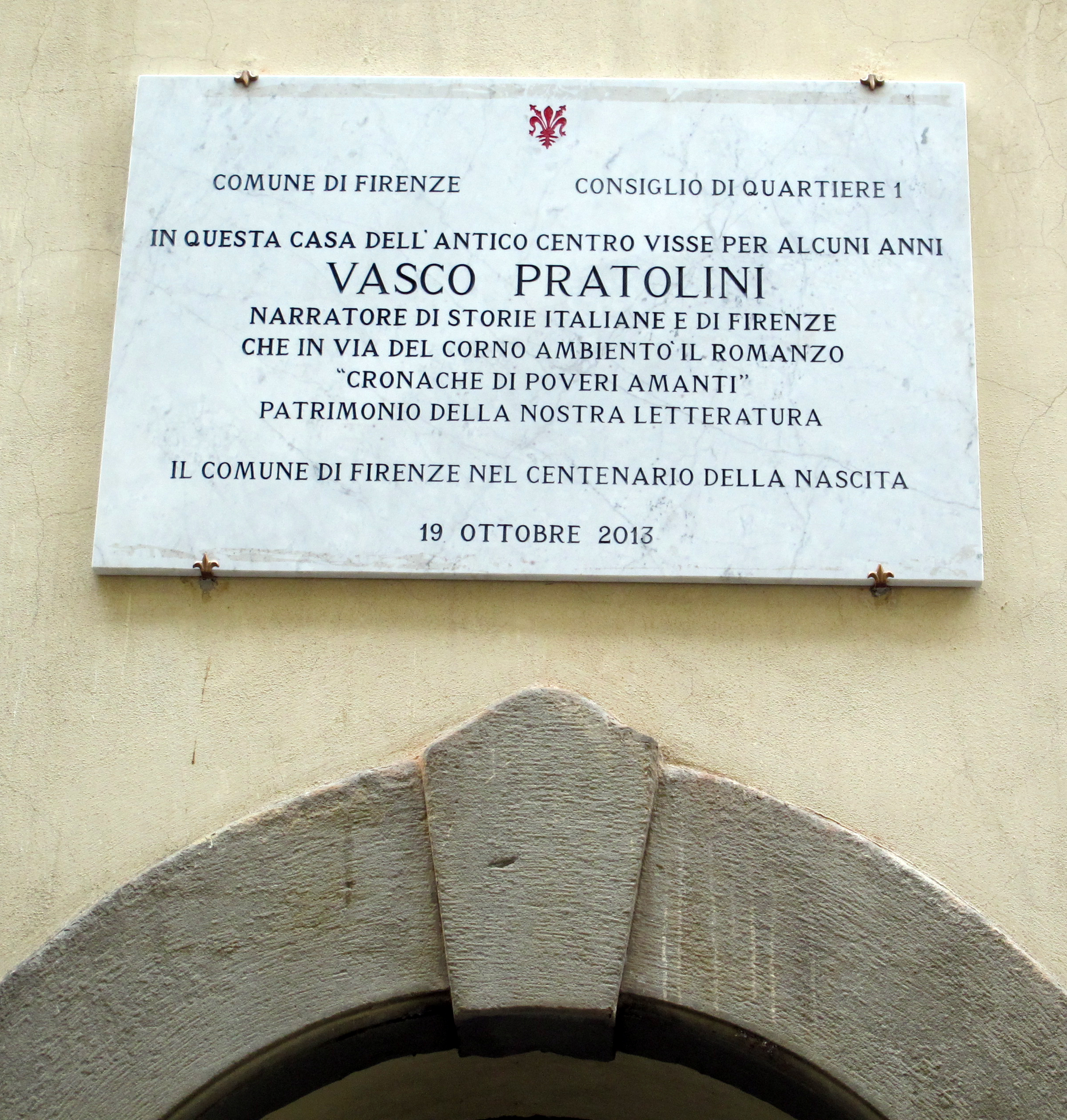
In de via del Corno bevindt zich nu een plaquette, waarop staat dat Pratolini enkele jaren in deze straat heeft gewoond.

Enkele van Pratolini’s belangrijkste werken zijn Cronaca familiare (1947), Cronache di poveri amanti (1947) en Metello (1955)
In Cronaca familiare (Familiekroniek) vervolgt hij de weg die hij met zijn eerste roman Il tappeto verde (Het groene tapijt) was ingeslagen. Hij beschrijft verschillende episodes van zijn roerige en avontuurlijke jeugd en dat in het kader van de ingewikkelde verhouding met zijn broer Ferruccio, van het begin tot aan het tragische einde. In hun vroege jeugd worden de twee van elkaar gescheiden, na de vroegtijdige dood van hun moeder. Ferruccio wordt opgenomen door de butler van een rijke Engelse baron, die hem een strikte en strenge opvoeding geeft. Vasco daarentegen wordt met veel liefde door zijn grootmoeder opgevoed. Na enkele jaren komen de broers elkaar weer tegen en in een nieuwe genegenheid verdwijnt het aanvankelijke onbegrip. Pratolini schrijft in een heldere en opmerkzame stijl, gekenmerkt door fijnzinnige poëzie op het ritme van het Italiaanse kunstproza.
Cronache di poveri amanti (Kroniek van arme gelieven) is een roman die zich vrijwel geheel afspeelt in de via del Corno, in het Florence van 1925-1926. De personages zijn typische Pratolini-figuren: jongemannen uit de arbeidersklasse met hun ervaringen op het gebied van de liefde en de harde sociale omstandigheden waarin zij verkeren. Op de achtergrond ontvouwt zich de stad Florence in de eerste jaren van het fascisme. Mensen van allerlei verschillende overtuigingen strijden daar voor hun politieke idealen. Zoals in haast alle romans van Pratolini is de historische achtergrond het kader voor persoonlijke verhalen over gewone mensen en hun gevoelens. Zo raakt de lezer raakt nauw verbonden met een tijdperk dat inmiddels tot het verleden behoort en kan hij zich inleven in de atmosfeer en de emoties van toen. In deze au fond autobiografische roman beschrijft Pratolini de verwarring van de Florentijnen tijdens de succesjaren van het fascisme. De gebeurtenissen in Florence verbindt hij zo met de dramatische geschiedenis van heel Italië.
Un eroe del nostro tempo (Een held van onze tijd) vertelt het treurige verhaal van een weduwe die gedwongen is om te verhuizen naar een straat in Florence waar ze niemand kent en waar het haar heel moeilijk valt om zich onder de mensen te begeven. Zij heeft altijd mensen met een sterk karakter naast zich gehad (haar vader en later haar echtgenoot), die haar altijd hebben geleerd om onbekenden te wantrouwen, vooral wanneer ze niet bij een bepaalde politieke partij horen, namelijk de fascistische. De vrouw woont zo de eerste weken in afzondering in haar nieuwe omgeving en spreekt met niemand. Vanwege de dunne muren van haar appartement kan zij wel horen wat er gebeurt bij haar buren en zo begint ze met steeds meer aandacht de bewegingen te volgen van Sandro. Deze jongen heeft geen vader meer en wordt daarom te snel volwassen. Er ontstaat een relatie tussen de vrouw en Sandro. Hierin raakt de vrouw helemaal onderworpen aan het sterke karakter van de jongeman en cijfert ze zichzelf helemaal weg voor haar nieuwe geliefde. Op de achtergrond, en dan vooral in wat Sandro in zijn werk meemaakt, zien we hoe de stad Florence verscheurd wordt door de strijd tussen fascisme en communisme.
Met dit boek begint de overgang van meer regionaal getinte verhalen naar aandacht voor nationaal-Italiaanse thema’s, een ontwikkeling die zich in Pratolini’s volgende romans verder doorzet.
Metello vertelt het verhaal van Metello Salani, een op het platteland grootgebracht weeskind, dat als jongeman naar Florence vertrekt om daar werk te vinden. Hij neemt deel aan stakingen, aan de socialistische beweging en aan de opkomende arbeidersbeweging. Het verhaal speelt zich af tussen 1875 en 1902. Tegelijkertijd ontwikkelt zich het liefdesleven van Metello, dat uitloopt op een huwelijk met Ersilia. Metello is het eerste deel van de trilogie Una storia italiana (Een Italiaanse geschiedenis). Lo scialo (De verkwisting) en Allegria e derisione (Vreugde en bespotting) vormen het tweede en derde deel.
In Lo scialo beschrijft Pratolini de geschiedenis van de stedelijke burgerij in de begintijd van het fascistische regime. De hoofdpersoon geeft uit opportunisme en eigenbelang de socialistische idealen van zijn jeugd op. Hierin gaat de aandacht van de schrijver steeds ook naar de bourgeoisie, die dankzij het fascisme een bevoorrechte sociale positie blijft houden. In vergelijking met Metello lijkt de opzet van deze roman beter gestructureerd en minder compact.
Pratolini heeft werken vertaald van Victor Hugo (Choses vues), Charles-Louis Philippe (Bubu de Montparnasse), Jules Supervielle (Le voleur d’enfants) en de uitgave verzorgd van werk van Mario Pratesi (L’eredità) en Raffaele Viviani (Poesie). Ook heeft hij twee bloemlezingen uit de literatuur samengesteld voor het voortgezet onderwijs: Quello che scoprirai (1953) en Il Portolano (1983).

## Waardering

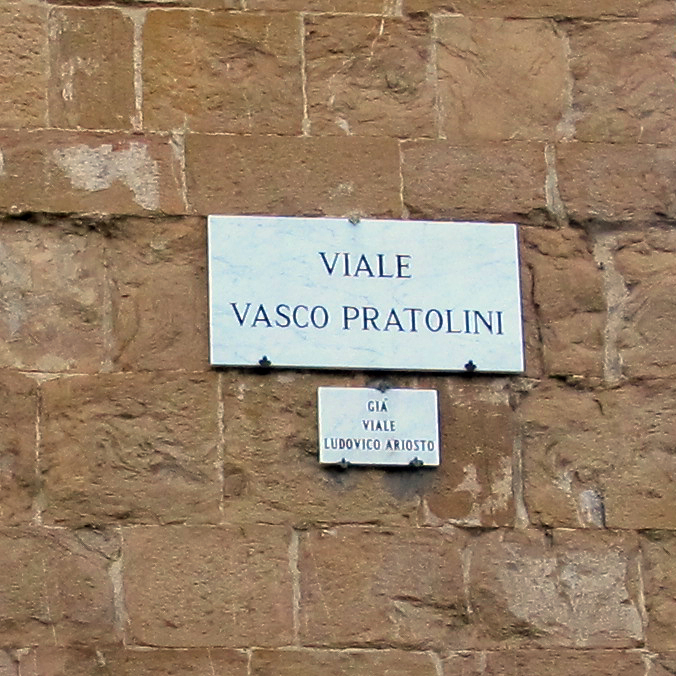
In Florence is een straat naar Pratolini vernoemd.

Vasco Pratolini was een schrijver die de neorealistische stroming in een trefzekere literaire vorm probeerde te vertolken. Hij is een van de eerste schrijvers van het Italiaanse neorealisme, een stroming waarvan Italo Calvino, Elio Vittorini en Cesare Pavese typerende schrijvers zijn.
Zijn vroege literaire productie weerspiegelt het bescheiden milieu in Florence waarin Pratolini is opgegroeid. Zijn verhalen bevatten enkele typische stijlelementen die zijn werk doen verschillen van het werk van andere neorealistische schrijvers. In zijn werk ligt de nadruk op het verhalende karakter en men vindt er een herontdekking van het dagelijks leven in de stad zonder een contrast te vormen met het plattelandsleven. Het leven van de gewone man is dan het vertrekpunt van allerlei gevoelens (liefde, vriendschap en solidariteit) en algemeen herkenbare menselijke ervaringen. Onder invloed van zijn ervaringen in het verzetswerk en het naoorlogse klimaat verwijdert Pratolini zich langzamerhand steeds meer van thema’s uit het stedelijke leven en richt hij zich meer op algemeen menselijke thema’s.
De succesvolste roman van Pratolini was Metello (1955), waarvoor hij de Premio Viareggio kreeg.
Pratolini werd driemaal genomineerd voor de nobelprijs voor literatuur.

## Werken
- 1941, Il tappeto verde
- 1941, Via de' magazzini
- 1943, Le amiche
- 1943, Il quartiere (Nederlandse vertaling: Een wijk in Florence, 1959)
- 1947, Cronaca familiare
- 1947, Cronache di poveri amanti (Nederlandse vertaling: Kroniek van arme gelieven, 1958)
- 1947, Diario sentimentale
- 1947, Mestiere da vagabondo
- 1947, Un eroe del nostro tempo
- 1952, Le ragazze di San Frediano
- 1952, Gli uomini che si voltano en Diario di villa Rosa
- 1952, La domenica della povera gente
- 1954, Il mio cuore a Ponte Milvio
- 1955, Metello. Una storia italiana
- 1960, Lo scialo
- 1963, La costanza della ragione
- 1966, Allegoria e derisione
- 1967, La città ha i miei trent'anni
- 1980, Il mannello di Natascia
- 1985, Il mannello di Natascia e altre cronache in versi e prosa (1930-1980)
- 1989, La lunga attesa (lettere a Romano Bilenchi 1935-1972)
- 1990, Lungo viaggio di Natale
- 1992, Cronache dal giro d'Italia maggio-giugno 1947
- 1992, Lettere a Sandro
- 1996, Lettere a Vasco
- 1997, La carriera di Nini (feuilleton uit 1954)
- 2001, Al giro d'Italia. Vasco Pratolini al 38º giro d'Italia (14 maggio-5 giugno 1955)
- 2001, Un ragazzo diverso e altri racconti

## Scenario’s
- 1946, Paisà
- 1953, Appunti su un fatto di cronaca, (commentaarstem)
- 1953, La domenica della buona gente
- 1954, Cronache di poveri amanti
- 1954, Tempi nostri - Zibaldone n. 2, (scène Mara)
- 1954, Terza liceo
- 1955, Le ragazze di San Frediano
- 1957, Il momento più bello
- 1960, Rocco e i suoi fratelli
- 1960, Un eroe del nostro tempo
- 1961, La viaccia
- 1962, Cronaca familiare
- 1962, Le quattro giornate di Napoli
- 1964, La costanza della ragione
- 1964, Muchacha primera
- 1970, Metello
- 1972, La colonna infame
- 1973, Diario di un italiano
- 1982, Un eroe del nostro tempo
- 1987, Lo scialo
- 2007, Firenze di Pratolini (documentaire met teksten van Pratolini)
- 2007, Le ragazze di San Frediano
- 2010, Mal d'America (postuum uitgegeven)

## Prijzen
- 1955, Premio Viareggio (proza)
- 1957, Premio Feltrinelli
- 1961, Prix Charles Veillon
- 1963, Premio Marzotto (literatuur)
- 1985, Premio Viareggio (poëzie)